# Horacio Altuna
Horacio Altuna (Córdoba, Provincia de Córdoba, Argentina, 24 de noviembre de 1941) es un artista e historietista argentino. Es reconocido internacionalmente por su obra, entre las que se destacan las historietas El Loco Chávez y Las puertitas del Sr. López, ambas con guiones de Carlos Trillo y Ficcionario, al igual que una extensa labor en el campo del cómic erótico. Recibió dos premios "Yellow Kid", en 1986 y 2004. Desde 1982 reside en Sitges (Cataluña, España).

## Biografía

### Los comienzos
El gusto por el dibujo comenzó cuando era muy pequeño, a los ocho o nueve años. Sin embargo, al finalizar la secundaria comenzó la carrera de abogacía porque al dibujo, si bien le gustaba, no le veía futuro. Su amigo y maestro, Gianni Dalfiume, fue quien lo alentó a incursionar seriamente en la historieta. En 1965 publicó su primera historieta, Súper Volador.
En 1967 ingresa a la Editorial Columba, colaborando en las revistas D'Artagnan, El Tony y Fantasía en las que ilustra guiones de Héctor G. Oesterheld (Kabul de Bengala), Sergio Almendro (Hilario Corvalán), I. Aixemberg y Robin Wood (Big Norman). Publicó trabajos en otras revistas de historietas de la época, Misterix, Cinemisterio, Patoruzito y Casco de acero.

### Los años 1970
En la década de 1970 se une a la Asociación de Dibujantes para sumarse a la lucha por los derechos de autor. Al no lograr lo que reclamaba deja Columba y se dedica a trabajar en publicidad y hace trabajos para revistas del exterior como Fleetway y D.C. Thompson (ambas de Inglaterra) y Charlton Comics (de Estados Unidos).
En 1974, el director de arte de la revista Satiricón, Andrés Cascioli, lo llama para que ilustre un guion de Carlos Trillo, guionista con el cual continuaría trabajando más adelante.
En 1975, el diario Clarín anuncia que reemplazará algunas historietas de su contratapa. Trillo y Altuna presentan una tira, que es elegida, y es así que comienzan a publicar El Loco Chávez. Esta historieta que se publica diariamente lo hará famoso. Chávez, el protagonista, es un periodista que a través de sus aventuras narra el día a día de la realidad argentina. Parte del éxito de la tira se dio debido a la destreza del dibujante para representar a las «minas», a las mujeres que el personaje conquistaba. Una de ellas, Pampita, se convertiría en un personaje de la mitología popular. Por este trabajo recibió el premio Asociación de Dibujantes de la Argentina (1978) y el premio a la mejor tira diaria argentina en la Cuarta Bienal del Humor y la Historieta de Córdoba (1979). La tira se publicó por última vez el 11 de noviembre de 1987.
Aparecen las historietas Charlie Moon, Las puertitas del Sr. López y Merdichesky en las revistas de Ediciones de la Urraca, Humor, Superhumor y Fierro.
Entre 1973 y 1976 realizó trabajos para revistas de Escocia e Inglaterra. Fue secretario de cultura de la ADA (Asociación de Dibujantes de la Argentina) en el período que va desde 1974 hasta 1977.

### Los años 1980
En 1982 se radica en Sitges, España, país en el que un año después publicará en la revista  1984 la historieta Ficcionario, primera que lo cuenta como guionista e ilustrador, y que le vale su primer premio como guionista. Esa obra será publicada después, precisamente en el año 1984, por la revista argentina Fierro. 
En 1986 realiza Chances, nuevamente como autor integral. Por esta historieta recibe el premio Yellow Kid, mayor distinción en el ambiente de la historieta, al mejor autor internacional. En esta obra futurista de fuerte contenido social, el protagonista es un joven clon creado con el objetivo de sustuir los órganos de sus generadores, que se rebela y huye hacia las zonas marginales.
Lleva a cabo el guion gráfico de la película estrenada en 1989  Gringo viejo, dirigida por Luis Puenzo e interpretada por Jane Fonda y Gregory Peck. En el mismo año, comienza a producir historietas cortas para la revista Playboy.

### Los años 1990
Continúa la serie de historietas eróticas para la revista "Playboy" que en Argentina publicará la revista "SexHumor". En "Playboy" publica, además, la novela ilustrada Gato.
En 1994 regresa a las páginas de Clarín, donde publica El Nene Montanaro, hasta 2002.

### Los años 2000 y actualidad
Durante la edición n.º XXII, en 2004, le fue entregado el Gran Premio del Salón Internacional del Cómic de Barcelona, siendo el primer artista no español en recibir dicho galardón.
Desde el año 2007 hasta el 31/08/2010 publica una tira en el periódico de Catalunya, Familia Tipo, y es el presidente de la APIC.
En 2009 participa con un original del su personaje El Loco Chávez, realizado para el diario Clarín de Buenos Aires; en la muestra "Bicentenario: 200 años de Humor Gráfico" que el Museo del Dibujo y la Ilustración realiza en el Museo Eduardo Sívori de Buenos Aires.
Desde septiembre de 2010, con la base de Familia Tipo, publica en Clarín una nueva tira intitulada Es lo que hay (reality), que sigue publicándose hasta la actualidad.
En 2012 recibió el Premio Konex en la disciplina Humor e Historieta.

## Obra
- La tira diaria El Loco Chávez (1975), con el guionista Carlos Trillo.
- Las puertitas del Sr. López, con el guionista Carlos Trillo.
- Charlie Moon, con el guionista Carlos Trillo.
- Merdichesky, con el guionista Carlos Trillo.
- El último recreo, con el guionista Carlos Trillo.
- Ficcionario (1983)
- Tragaperras, con el guionista Carlos Trillo.
- Chances (1985)
- Imaginario (1987-88)
- Time/Out (1986)
- Historietas cortas para Playboy (1989-)
- Hot L. A. (1992, 2000)
- El Nene Montanaro (con guion propio, publicado diariamente en la contratapa del diario argentino Clarín entre los años 1994 y 2002)
- Familia tipo (2008)
- Es lo que hay (reality) (2010-)
- Cuadernos Secretos (2011), el primer libro de la Editorial Orsai compuesto por bocetos inéditos de Horacio Altuna.